# Capachica
Capachica is een schiereiland (en een distrito van de provincie Puno), gelegen in het Titicacameer. Het ligt ten westen van het eiland Amantaní.
De bewoners van Capachica zijn sinds de negentiger jaren van de 20e eeuw in navolging van de eilanden Amantaní en Taquile actief op het gebied van het toerisme. Zo is het mogelijk om op het bij Ccotos horende eiland Isla Ticonata te logeren.

## Boerengemeenschappen van Capachica
- Llachón
- Siale-Paramis
- Ccotos
- Chifrón
- Escallani